# کارکره

بر پایهٔ نظریات اخترشناختی اگر یک سیاه‌چاله حرکت مداری داشته باشد، آغاز به کشیدن فضا-زمان به دور افق رویداد می‌کند. این گردش فضا به دور افق رویداد را کارکُره (ergosphere) گویند و شکل بیضوی دارد.
در کارکره اجسام می‌توانند وجود داشته‌باشند و به‌درون سیاه‌چاله سقوط نکنند چرا که این کره بیرون از افق رویداد قرار دارد.